# Jarszewicze
Jarszewicze (biał. Яршэвічы; ros. Яршевичи) – wieś na Białorusi, w obwodzie mińskim, w rejonie wołożyńskim, w sielsowiecie Pierszaje.

## Historia
W czasach zaborów wieś w powiecie wilejskim, w guberni wileńskiej Imperium Rosyjskiego. W 1866 roku liczyła 185 mieszkańców w 25 domach. We wsi były dwie cerkwie, murowana i drewniana. Działała szkoła. Wieś była siedzibą okręgu wiejskiego Jarszewicze.
W latach 1921–1945 wieś leżała w Polsce, w województwie wileńskim, w powiecie wilejskim, od 1927 roku w powiecie mołodeczańskim, w gminie Gródek.
Według Powszechnego Spisu Ludności z 1921 roku zamieszkiwało tu 247 osób, 24 były wyznania rzymskokatolickiego a 223 prawosławnego. Jednocześnie wszyscy mieszkańcy zadeklarowali białoruską przynależność narodową. Było tu 48 budynków mieszkalnych. W 1931 w 57 domach zamieszkiwało 321 osób.
Wierni należeli do miejscowej parafii prawosławnej. Miejscowość podlegała pod Sąd Grodzki w Rakowie i Okręgowy w Wilnie; właściwy urząd pocztowy mieścił się w Gródku.
W wyniku napaści ZSRR na Polskę we wrześniu 1939 miejscowość znalazła się pod okupacją sowiecką. 2 listopada została włączona do Białoruskiej SRR. Od czerwca 1941 roku pod okupacją niemiecką. W 1944 miejscowość została ponownie zajęta przez wojska sowieckie i włączona do Białoruskiej SRR.
Od 1991 w składzie niepodległej Białorusi.
Do 2013 roku w sielsowiecie Jarszewicze.

## Zabytki
- Cerkiew prawosławna z drugiej połowy XIX wieku.